# Stigmidium cladoniicola
Stigmidium cladoniicola är en lavart som beskrevs av Zhurb. & Diederich 2008. Stigmidium cladoniicola ingår i släktet Stigmidium och familjen Mycosphaerellaceae.   Inga underarter finns listade i Catalogue of Life.